# Scharnhorstdenkmal Wennigsen

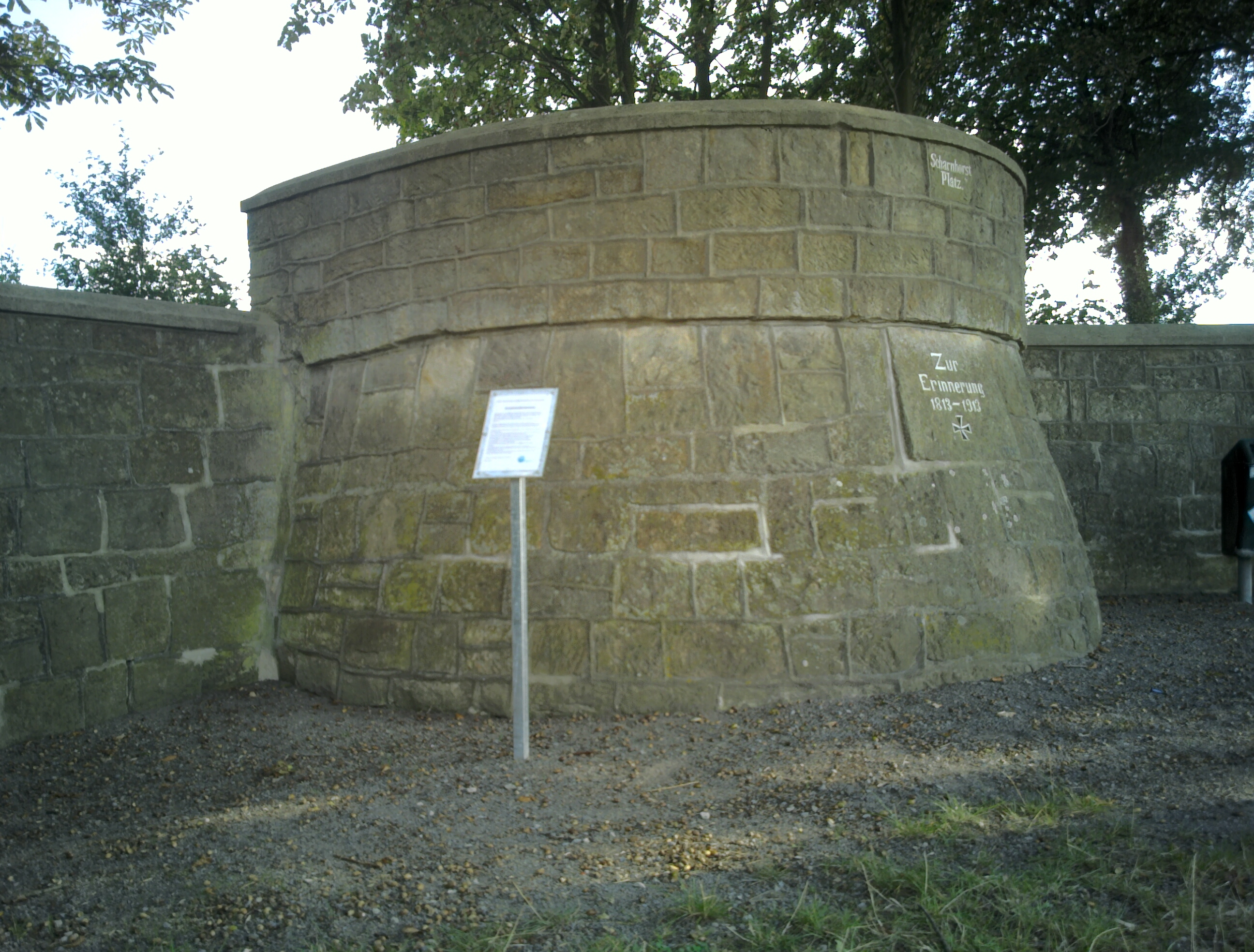
Scharnhorstdenkmal aus Nordosten

Das Scharnhorstdenkmal Wennigsen ist ein Baudenkmal in der Gemeinde Wennigsen. Das 1913 errichtete Werk steht zwischen dem Kernort Wennigsen und dem Waldkater an der Hülsebrinkstraße, die in diesem Abschnitt auch als Forstmeister-Bank-Allee bezeichnet wird. 
Bei dem Bauwerk handelt es sich um ein basteiartiges Völkerschlachtdenkmal. Es trägt die Inschrift Zur Erinnerung 1813–1913. Gewidmet wurde es Gerhard von Scharnhorst. Stifter des Denkmals war der Verkehrs- und Verschönerungsverein Wennigsen von 1896. Vor Errichtung des Mals lagen an der Stelle Rottekuhlen. Die Einweihung des Denkmals beschreibt Friedrich Wüllner in seiner Ortsgeschichte. Es hätten 1913 sämtliche Schulkinder des Ortes teilnehmen müssen und auf den Anhöhen rund um den Ort hätten Freudenfeuer gebrannt. Errichtet wurde es wie zahlreiche weitere Scharnhorstdenkmale in Deutschland zur 100-Jahr-Feier der Völkerschlacht bei Leipzig. Im benachbarten Evestorf wurde damals eine Friedenseiche gepflanzt.
Im Jahr 2008 wurde das aus örtlichen Sandstein gefertigte Denkmal mit ehrenamtlicher Hilfe durch den Verkehrs- und Verschönerungsverein Wennigsen restauriert.